# 경찰의 날
경찰의 날(10월 21일)은 대한민국의 기념일 중 하나이며, 민주 경찰로서 사명감을 일깨우고 국민과 더욱 친근해지며, 사회의 기강을 확립하고 질서를 유지하는 등 경찰의 임무를 재확인하고 경찰관의 노고를 치하하며 위로해 주는 데에 의의를 가진다.

## 제정이유
건국·구국·호국의 경찰로서 역경과 시련을 극복한 경찰사를 되새기기 위함이다.
미군정청 경무국 창설일(1945년 10월 21일)인 10월 21일을 1948년에‘국립경찰 창설일’로, 1957년에 ‘경찰의 날’로 지정하였다. 1971년 9월「경찰의 날 규정」을 제정하여, ‘경찰의 날’을 기념하였고, 1973년 3월 「각종 기념일 등에 관한 규정」에 의해 법정기념일에 포함되었다.
1950년 대한민국 정부 수립과 동시에 11월 22일 미군정으로부터 경찰 운영권을 넘겨 받은 후 이를 기념하기 위하여 1975년부터 국립 경찰 창립일로 이 날을 기념하여 왔다. 이날은 유공 경찰관에게 각종 포상을 하며, 경찰관의 무도 대회 및 사격 대회 등을 실시하고 국립묘지도 참배한다.
단, 토요일로 시작하는 윤년 및 일요일로 시작하는 평년일 경우에는 문화의 날과 겹쳐진다.

## 같이 보기
- 국군의 날